# Marcillac-Saint-Quentin
Marcillac-Saint-Quentin település Franciaországban, Dordogne megyében. Lakosainak száma 839 fő (2022. január 1.). Marcillac-Saint-Quentin La Chapelle-Aubareil, Sarlat-la-Canéda, Tamniès, Proissans, Saint-Crépin-et-Carlucet és Saint-Geniès községekkel határos.

## Népesség
A település népességének változása:
| Lakosok száma | 406  | 454  | 598  | 756  | 786  | 779  | 792  | 815  | 818  | 839  |
|               | 1968 | 1982 | 1990 | 2006 | 2013 | 2015 | 2017 | 2019 | 2020 | 2022 |